# Вольная борьба на летних Олимпийских играх 1972 — до 57 кг
Соревнования по вольной борьбе в рамках Олимпийских игр 1972 года в легчайшем весе (до 57 килограммов) прошли в Мюнхене с 27 по 31 августа 1971 года во «Wrestling-Judo Hall».
Турнир проводился по системе с начислением штрафных баллов.
- 0 штрафных очков в случае чистой победы или дисквалификации противника, а также неявки;
- 0,5 штрафных очка в случае победы ввиду явного технического превосходства (на восемь и более баллов);
- 1 штрафное очко в случае победы по баллам (с разницей менее восьми баллов);
- 2 штрафных очка в случае результативной ничьей;
- 2,5 штрафных очка в случае безрезультатной ничьей (пассивной ничьей);
- 3 штрафных очка в случае поражения по баллам (с разницей менее восьми баллов);
- 3,5 штрафных очка в случае поражения ввиду явного технического превосходства соперника (на восемь и более баллов);
- 4 штрафных очка в случае чистого поражения или дисквалификации а также неявки.

Трое оставшихся борцов выходили в финал, где проводили встречи между собой. Встречи между финалистами, состоявшиеся в предварительных схватках, шли в зачёт. Схватка по регламенту турнира продолжалась 9 минут в три трёхминутных периода, в партер ставили менее активного борца. Мог быть назначен овертайм. 
В легчайшем весе боролись 28 участников. Самым молодым участником был 17-летний Прем Натх, самым возрастным 31-летний Артуро Танагин. В качестве фаворита рассматривался чемпион мира 1970 и 1971 годов Хидэаки Янагида. Японский борец был бы вне конкуренции, но в легчайший вес перешёл Рич Сандерс, серебряный призёр Олимпийских игр 1968 года и чемпион мира 1969 года, но в наилегчайшем весе. В ходе турнира они легко расправлялись со своими соперниками, и в четвёртом круге вышли друг на друга. Победу в этой встрече одержал Янагида, и после этой встречи можно было считать, что судьба первых двух мест по большому счёту решена. Так и получилось: в седьмом круге Янагида на шестой минуте тушировал феноменально выступившего на играх 17-летнего индийского юношу Према Натха, а Сандерс на седьмой минуте положил на лопатки венгра Ласло Клингу. После этого круга право на дальнейшее выступление осталось лишь у Янагиды и Сандерса, но они уже встречались между собой, и соответственно результату той встречи были распределены «золото» и «серебро». Ласло Клинга получил «бронзу», поскольку у него было чуть меньше штрафных баллов, чем у Натха.

## Призовые места
- Хидэаки Янагида (JPN)
- Ричард Сандерс (USA)
- Ласло Клинга (HUN)

## Первый круг
| Штрафных баллов | Участник 1              | Результат               | Участник 2                    | Штрафных баллов |
| --------------- | ----------------------- | ----------------------- | ----------------------------- | --------------- |
| 1               | Рамезан Хедер (IRI)     | По очкам                | Хорст Майер (GDR)             | 3               |
| 0,5             | Амрик Сингх Гилл (GBR)  | За явным превосходством | Хуан Веларде (PER)            | 3,5             |
| 1               | Мойзес Лопес (MEX)      | По очкам                | Эгон Бейлер (CAN)             | 3               |
| 1               | Иван Кулешов (URS)      | По очкам                | Мэгдийн Хойлогдорж (MGL)      | 3               |
| 0               | Ласло Клинга (HUN)      | Туше (1:22)             | Артуро Танагин (PHI)          | 4               |
| 1               | Иван Шавов (BUL)        | По очкам                | Казым Йылдырим (TUR)          | 3               |
| 1               | Збигнев Жедзицкий (POL) | По очкам                | Ан Джэ Вон (KOR)              | 3               |
| 0,5             | Хидэаки Янагида (JPN)   | За явным превосходством | Эрнст Хак (AUT)               | 3,5             |
| 0               | Ричард Сандерс (USA)    | Туше (5:15)             | Георгиос Хатцииоаннидис (GRE) | 4               |
| 0               | Николае Думитру (ROU)   | Туше (4:16)             | Ху Дзин Сюн (TPE)             | 4               |
| 1               | Эдуардо Маггьоло (ARG)  | По очкам                | Луис Фуэнтес (GUA)            | 3               |
| 0               | Прем Натх (IND)         | Туше (8:37)             | Раймонд Барри (AUS)           | 4               |
| 1               | Хорхе Рамос (CUB)       | По очкам                | Дитта Аллах (PAK)             | 3               |
| 0               | Гулам Сидеер (AFG)      | Туше (5:47)             | Ристо Дарлев (YUG)            | 4               |

## Второй круг
| Штрафных баллов | Участник 1                    | Результат               | Участник 2              | Штрафных баллов |
| --------------- | ----------------------------- | ----------------------- | ----------------------- | --------------- |
| 3,5             | Хорст Майер (GDR)             | За явным превосходством | Амрик Сингх Гилл (GBR)  | 4               |
| 1               | Рамезан Хедер (IRI)           | Туше (5:10)             | Хуан Веларде (PER)      | 7,5             |
| 3               | Мэгдийн Хойлогдорж (MGL)      | Туше (8:35)             | Мойзес Лопес (MEX)      | 5               |
| 1,5             | Иван Кулешов (URS)            | За явным превосходством | Эгон Бейлер (CAN)       | 7,5             |
| 0,5             | Ласло Клинга (HUN)            | За явным превосходством | Казым Йылдырим (TUR)    | 6,5             |
| 1               | Иван Шавов (BUL)              | Туше (0:57)             | Артуро Танагин (PHI)    | 8               |
| 1               | Хидэаки Янагида (JPN)         | За явным превосходством | Збигнев Жедзицкий (POL) | 4,5             |
| 3,5             | Ан Джэ Вон (KOR)              | За явным превосходством | Эрнст Хак (AUT)         | 7               |
| 4               | Георгиос Хатцииоаннидис (GRE) | Туше (3:49)             | Ху Дзин Сюн (TPE)       | 8               |
| 0               | Ричард Сандерс (USA)          | Туше (5:34)             | Николае Думитру (ROU)   | 4               |
| 1               | Эдуардо Маггьоло (ARG)        | Туше (4:34)             | Раймонд Барри (AUS)     | 8               |
| 1               | Прем Натх (IND)               | По очкам                | Луис Фуэнтес (GUA)      | 6               |
| 2               | Хорхе Рамос (CUB)             | По очкам                | Гулам Сидеер (AFG)      | 4               |
| 5               | Ристо Дарлев (YUG)            | По очкам                | Дитта Аллах (PAK)       | 6               |

## Третий круг
| Штрафных баллов | Участник 1               | Результат   | Участник 2                    | Штрафных баллов |
| --------------- | ------------------------ | ----------- | ----------------------------- | --------------- |
| 3,5             | Хорст Майер (GDR)        | Туше (8:30) | Мойзес Лопес (MEX)            | 9               |
| 1               | Рамезан Хедер (IRI)      | Туше (1:25) | Амрик Сингх Гилл (GBR)        | 8               |
| 5               | Мэгдийн Хойлогдорж (MGL) | Ничья       | Ласло Клинга (HUN)            | 2,5             |
| 1               | Иван Шавов (BUL)         | Туше (1:35) | Иван Кулешов (URS)            | 5,5             |
| 4,5             | Збигнев Жедзицкий (POL)  | Туше (1:16) | Георгиос Хатцииоаннидис (GRE) | 8               |
| 1               | Хидэаки Янагида (JPN)    | Туше (4:20) | Ан Джэ Вон (KOR)              | 7,5             |
| 0               | Ричард Сандерс (USA)     | Туше (7:32) | Эдуардо Маггьоло (ARG)        | 5               |
| 3               | Хорхе Рамос (CUB)        | По очкам    | Николае Думитру (ROU)         | 7               |
| 1               | Прем Натх (IND)          | Туше (6:39) | Гулам Сидеер (AFG)            | 8               |
| 5               | Ристо Дарлев (YUG)       | Пропускал   |                               |                 |

## Четвёртый круг
| Штрафных баллов | Участник 1            | Результат   | Участник 2               | Штрафных баллов |
| --------------- | --------------------- | ----------- | ------------------------ | --------------- |
| 3,5             | Хорст Майер (GDR)     | Туше (5:01) | Ристо Дарлев (YUG)       | 9               |
| 2               | Рамезан Хедер (IRI)   | По очкам    | Мэгдийн Хойлогдорж (MGL) | 8               |
| 2,5             | Ласло Клинга (HUN)    | Туше (8:32) | Иван Кулешов (URS)       | 9,5             |
| 1               | Иван Шавов (BUL)      | Туше (1:23) | Збигнев Жедзицкий (POL)  | 8,5             |
| 2               | Хидэаки Янагида (JPN) | По очкам    | Ричард Сандерс (USA)     | 3               |
| 1               | Прем Натх (IND)       | Туше (4:33) | Эдуардо Маггьоло (ARG)   | 9               |
| 3               | Хорхе Рамос (CUB)     | Пропускал   |                          |                 |

## Пятый круг
| Штрафных баллов | Участник 1            | Результат   | Участник 2          | Штрафных баллов |
| --------------- | --------------------- | ----------- | ------------------- | --------------- |
| 4,5             | Хорст Майер (GDR)     | По очкам    | Хорхе Рамос (CUB)   | 6,5             |
| 3,5             | Ласло Клинга (HUN)    | По очкам    | Рамезан Хедер (IRI) | 5               |
| 3               | Хидэаки Янагида (JPN) | По очкам    | Иван Шавов (BUL)    | 4               |
| 3               | Ричард Сандерс (USA)  | Туше (6:47) | Прем Натх (IND)     | 4               |

## Шестой круг
| Штрафных баллов | Участник 1            | Результат | Участник 2          | Штрафных баллов |
| --------------- | --------------------- | --------- | ------------------- | --------------- |
| 4,5             | Ласло Клинга (HUN)    | По очкам  | Хорст Майер (GDR)   | 7,5             |
| 4               | Хидэаки Янагида (JPN) | По очкам  | Рамезан Хедер (IRI) | 8               |
| 4               | Ричард Сандерс (USA)  | По очкам  | Иван Шавов (BUL)    | 7               |
| 5               | Прем Натх (IND)       | Пропускал |                     |                 |

## Седьмой круг
| Штрафных баллов | Участник 1            | Результат   | Участник 2         | Штрафных баллов |
| --------------- | --------------------- | ----------- | ------------------ | --------------- |
| 4               | Хидэаки Янагида (JPN) | Туше (5:10) | Прем Натх (IND)    | 9               |
| 4               | Ричард Сандерс (USA)  | Туше (6:38) | Ласло Клинга (HUN) | 8,5             |